# ザンゼンジ
ザンゼンジは、かつてプロダクション人力舎で活動していたお笑いコンビ。2015年12月19日解散。

## メンバー
- 三福 英敬（みふく ひでたか、1983年1月19日（42歳） - ）
  - 主にボケ担当。
  - 鹿児島県指宿市出身、身長182cm、血液型A型。
  - 明治学院大学文学部芸術学科映像専攻科卒（二浪）。
  - 趣味：映画鑑賞、カラオケ、漫画喫茶、腕相撲、サッカー 特技：演歌
  - 実家が鹿児島で鰹節工場を営んでいる。4人兄妹の長男。
  - 低音でよく通る、いわゆる「良い声」を持つ。ライブで影マイクを担当することも多く、テレビ番組等においてナレーションも手掛ける。
  - 愛称は「ミッフィー」。
  - 主なネタ作りを担当。
  - ナルシストである。自称西島秀俊似でネタにする事もある。
  - スクールJCA入学以前はオフィス★怪人社に所属し、「三福ジャガー」という芸名で活動していた。
  - ザンゼンジ解散後は、ピン芸人「三福エンターテイメント」として活動中。
- 武田 裕司（たけだ ゆうじ、1984年7月10日（40歳） - ）
  - 主にツッコミ担当。
  - 岡山県総社市出身、身長175cm、血液型B型。
  - 大阪経済法科大学卒。
  - 元々は大阪NSC27期生[1]であり、その後スクールJCAへ入学している。
  - 趣味：動物図鑑を見る、オカルト 特技：バスケットボール、釣り
  - 岡山で育ち、後に大阪に転校した為、人力舎所属当初は関西弁だった。
  - 実家が貧乏という事をよくネタにし、周りから貧乏キャラとしていじられる事が多い。
  - 愛称は「たけちゃん」。
  - 兄・妹がいる。
  - 彼女がおり、頭をかいてもらう事が好き。その彼女と結婚することをライブにて小宮浩信（三四郎）に暴露される[2]。
  - ザンゼンジ解散後は、小野大樹（元いきるゆうき）と「キズナ」を結成。

## 略歴
スクールJCA16期（2007年入学）の同期生同士で結成。2008年よりJCAプロモーション所属、2010年よりプロダクション人力舎所属となって活動。
コンビ名の由来は、暫漸時=「暫時…しばらく」「漸次…だんだんと」を合わせた造語で、三福が考案。元々漫才をしていた為、マイクの前にしばらく立ちどまって漫才をするという意味と、段々と売れてその位置にとどまっておくという意味を掛けている。JCAでコンビを組む時三福の方から武田にコンビ名を提案したにもかかわらず、武田の見た目のインパクトからか三福が「ザンゼンジじゃない方」と呼ばれる事がある。
2012年、三福の出身地である山川水産加工業協同組合より「かつおぶし大使」に任命。
2013年・2015年のキングオブコントにて準決勝へ進出。また、2014年には『オンバト+』第4回チャンピオン大会（NHK総合）へ通算成績1位で進出した。
2015年12月19日、解散することを所属事務所HPにて発表した。解散後は三福・武田ともにそれぞれ芸人を続ける。

## 芸風
主にコントを行い、持ちネタには「13」「声変わり」「タクシー」等があった。三福の得体の知れない雰囲気や良い声を生かしたコントや、武田の驚いた表情やコミカルな動きを取り入れたコント、二人の関係性が二転三転していくコントを得意とする。ツッコミとボケを明確にさせない事も多く、全く逆になっているコントもある。携帯電話を小道具に使う事で第三者を出演させる事が多い。2014年より漫才も行っており、JCA時代は卒業間際まで漫才をしていた。

## 賞レース戦歴

### キングオブコント
- 2008年 1回戦敗退
- 2009年 2回戦進出
- 2010年 1回戦敗退
- 2011年 2回戦進出
- 2012年 準々決勝進出
- 2013年 準決勝進出
- 2014年 2回戦進出
- 2015年 準決勝進出

### その他
- 2011年 G1グランプリinつるがしま2011 決勝進出
- 2013年 新人内さまライブ チャンピオン大会2013 準優勝
- 2014年 オンバト+第4回チャンピオン大会 決勝7位（※通算成績1位通過）
- 2014年 第5回お笑いハーベスト大賞 本戦（準決勝）進出
- 2015年 第6回お笑いハーベスト大賞 本戦（準決勝）進出
- 2015年 M-1グランプリ 3回戦進出
- 2015年 第2回NHK新人お笑い大賞 本選出場

## 出演

### テレビ
- 『笑・神・降・臨』第1シリーズ・アンジャッシュ幕間映像『楽屋コント』（2009年4月13日、NHK総合）
- エンタの天使 キャッチコピーは「馴れ合いの泥慈愛（じあい）」（2009年11月27日、日本テレビ）
- NHKワンセグ2青山ワンセグ開発「地味女道」2010年11月6日 - 20日　三福のみ
- ぐるぐるナインティナイン（日本テレビ）
  - 「ぐるナイおめでとう!!芸人わんさか発掘スペシャル!!（おもしろ荘へいらっしゃい!）」2012年1月1日）
  - 「ぐるナイおもしろ荘 若手にチャンスと愛を 誰か売れて頂戴SP」（2014年1月1日）
- オンバト+（NHK総合）戦績4勝2敗 最高 529KB
- オンバト+ 第4回チャンピオン大会 （NHK総合）2014年3月23日（日）NHK放送センター(渋谷)・CT101スタジオ収録 718KB
- I am チャンミン君（2012年10月 - 2013年3月、TOKYO MX） - ナレーション担当、三福のみ
- JUNHO（From 2PM）のSAY YES〜フレンドシップ〜（2013年8月 - 12月、TOKYO MX） - ナレーション担当、三福のみ
- 独占放送!キングオブコント2013 準決勝（2013年9月14日、TBSチャンネル1）
- ミエリーノ柏木 第9話（2013年3月8日、テレビ東京）　武田のみ
- 49 第3話（2013年10月19日、日本テレビ）　三福のみ
- お笑いハーベスト大賞（2014年9月13日、BS日テレ）
- 人力舎的ホントの無明塾・#4（2014年11月29日、フジテレビONE・TWO・NEXT ）
- 特捜警察ジャンポリス（2014年12月26日、テレビ東京）
- 内村さまぁ〜ず 新人内さまライブチャンピオン大会2014!!（2015年1月19日・1月26日、TOKYO MX）
- デリ芸（2015年2月17日・2015年4月29日・2015年9月22日、関西テレビ）
- ～公開ネタ見せ番組～ 輝け！ギャラ3000円芸人!（2015年6月22日、BSスカパー!）
- 濱口女子大学～軽トラとテントと鈴木～』ナレーション担当（2015年7月 -、テレビ大阪） - ナレーション担当、三福のみ
- 平成27年度 NHK新人お笑い大賞（2015年10月25日、NHK総合）

### ラジオ
- パイロットマン（2014年1月28日、ラジオNIKKEI第2（ラジオNIKKEI第2サイト）
- オールナイトニッポン0(ZERO)「決戦!お笑い有楽城」（2014年3月29日、ニッポン放送）
- Saturday Laughter Night → マイナビ Saturday Night Laugh（2015年6月20日[5]・7月18日[6]・8月22日[7]、TBSラジオ）

### インターネット
- ニコニコキングオブコメディ（ニコニコ動画）武田のみ
- 誕生!パチスロバラエティ 肩書きあったらウレマンデー THEアクエリオン芸人への道（ニコニコ生放送）全10回放送
- ハシゴマン（YOUTUBEサイト）目白編・椎名町編
- 芸能人動画配信アプリ「アメスタ」（アメスタサイト）『人力舎若手芸人視聴数NO,1決定戦』2015年9月・10月

### 主な出演ライブ

#### 事務所主催
- バカ爆走!（毎月1日から6日 ミニホール新宿Fu-）
- Spark!
- バカ爆発!
- バカ爆☆豪華版〜人力舎のことがだいたいわかるバカ爆伝説４days〜
- 人力舎若手選抜6組による新ネタライブ・ギャンブル6（レギュラー）
- スタートダッシュ！
- ナルシストライブ（レギュラー・三福）
- べろべろ（レギュラー・武田）
- ザンゼンジソロコンサート～Spark!ザンゼンジpresents～『2015年のザンゼンジ』2015年1月10日
- 新ネタライブ～面白すぎてお客さんが死ぬ可能性があるので、事務所に止められてたネタを4本ずつやるライブ～

#### 事務所外主催
- オフィス北野 若手present's フライデーナイトライブ
- 東京ビタミン寄席
- お笑いハーベスト大賞
- ラ・ママ新人コント大会
- 爆笑あまにゃま寄席
- 雑音フェティッシュ
- 表参道コメディーシアター
- 永野ちゃん決起集会
- 松竹人力舎ねた野郎〜熱闘！KOCへの道
- 新人内さまライブ・新人内さまライブチャンピオン大会
- 東京コントメン
- ザンゼンジとラブレターズのトークライブ
- 実況中継のススメ（三福）
- 下北大興行『うしろシティ寄席』
- Saturday Night Laughオンエア争奪ライブ

#### KPRO主催
- ニューフェイス芸人によるサバイバルバトル〜若武者
- Simple Set LIVE
- 漫才5・コント5
- K-PROプレミアムyard
- ネタ9
- トッパレ・トッパレ(A)
- レジスタリーグ！（レギュラーMC）
- ゴシップライブ（レギュラー）
- ザンゼンジ・ドドん・モグライダーの6人のライブ（仮）（レギュラー）
- K-PRO一日10公演耐久LIVE〜メインMC・ザンゼンジ！〜 2014年8月24日
- 行列の先頭
- 帰ってきたザンゼンジのゲーム祭り！

#### 学園祭
- 駒澤大学オータムフェスティバル2012・お笑いライブ
- 新渡戸文化学園 大爆笑・新渡戸お笑いシアター2012
- 一橋大学 くにたちマスコットキャラクターグランプリin一橋祭（司会）
- 早稲田速記医療福祉専門学校学園祭 河童祭
- 東京海洋大学越中島キャンパス学園祭 海王祭
- 穴吹福祉医療カレッジ学園祭 穴カレ祭ANABUKI COLLEGE FESTIVAL 2013
- 東京自動車大学校 菖稜祭
- 東海大学 伊勢原キャンパス 伊勢原祭
- 東京電機大学鳩山キャンパス 鳩山祭・新人企画2014
- 愛知県立知立東高等学校 知立東高等学校芸術鑑賞会
- 徳島市立高等学校　第53回市高祭前日際
- 浦和大学・浦和大学短期大学部　第28回しらさぎ祭